# Esti mese (Odaát)
A Bedtime Stories az Odaát című televíziós sorozat harmadik évadjának ötödik epizódja.

## Cselekmény
Maple Springs városában különös dolog történik: egy építkezésen valami megtámad három ott dolgozó fivért, és egyet megsebesít, kettőt pedig szétmarcangol közülük. Dean és Sam felfigyelnek az esetre, és a városba utaznak.
Érkezésük után a kórházban ápolt férfit kikérdezik, aki átlagos személyleírást ad egy férfiról, csupán azt jegyzi meg, hogy a Gyalogkakukk című mese prérifarkasa volt a kezére tetoválva. Winchesterék ugyan ettől nem jutnak tovább az ügyben, a város környéki erdőben azonban újabb haláleset történik: egy idős nő a házába hív vendégségbe egy eltévedt házaspárt, elkábítja őket, majd kést ránt és végez a férfival (a gyilkos nőt az áldozat felesége fellöki, aki így beveri a fejét és meghal).
Deanék beszélnek az elhunyt férfi feleségével, aki elmondja nekik, hogy amikor az eset történt, látott egy feketehajú, 8 év körüli kislányt, de hogy ez hallucináció volt-e, azt nem tudja. A fivérek ellátogatnak a tett helyszínére, ahol az EMF mérővel megállapítják, hogy ott szellem járt.
Sam közli bátyjával, hogy szerinte az esetek kapcsolatban állnak a híres Grimm-mesékkel, hiszen azokban is az építkező malacokat támadta meg egy farkas (A három kismalac és a farkas), és két eltévedt gyermeket csalt csapdába egy idős nő az erdőben (Jancsi és Juliska). A fiúknak később a városban feltűnik egy ház, mely Csipkerózsika otthonára emlékeztet, így betörnek oda, ahol néhány pillanatra látják a fekete hajú kislány szellemét, és egy mérgezett almát is találnak a földön, melybe valaki beleharapott. Egyértelművé válik hát: a szellem valójában egy kómába esett kislányé.
Deanék ismét a kórházba látogatnak, ahol megtudják, hogy az egyik orvos, Dr. Garrison felnőtt lánya, Callie már 8 éves kora óta kómában fekszik – ugyanis kiskorában öblítőt ivott –, apja pedig minden nap Grimm-meséket olvas neki (valószínűleg Callie mostohaanyja mérgezte meg lányát, aki kómába esése után olyan lett, mint Hófehérke).
Mikor egy idős nőt a Piroska és a farkas meséje alapján sebesít meg valaki súlyosan, Dean kideríti a nő unokájának lakhelyét, és a helyszínre siet, ahol így verekedni kényszerül egy kislány életére törő férfival – akinek kezére valóban a prérifarkas van tetoválva.
Mialatt Deanen felülkerekedik harcostársa, Sam mindent elmond Dr. Garrisonnak Callie-ről, így az hosszas tanakodás után végül úgy dönt, lekapcsolja lányát az életét biztosító gépekről. Mikor pedig Callie meghal, Dean ellenfele lenyugszik, és ismét rendes ember lesz.
Míg Dean nincs vele, Sam megidézi a kereszteződésben lévő démont, és követeli tőle bátyja alkujának elengedését. Mikor a démon közli vele, hogy ez lehetetlen – mivel ő csak egy üzletkötő, van főnöke is –, a fiú előrántja a Coltot, és lelövi vele a démont…

## Természetfeletti lények

### Szellem
A szellem egy olyan elhunyt ember lelke, aki különös halált halt, és lelke azóta az élők közt kísért, általában egy olyan helyen, mely fontos volt az illetőnek földi életében. Szellemekből sok van: kopogószellem, bosszúálló szellem vagy olyan szellem, mely figyelmezteti az embereket egy közelgő veszélyre.

### Callie szelleme
Callie egy huszonéves lány, aki 8 éves kora óta kómában fekszik, mivel kiskorában mostohaanyja öblítőt itatott vele. Callie-nek kómába esése óta apja, Dr. Garrison Grimm-meséket olvas, így a lány Hófehérkének öltözött szelleme azok alapján öl meg embereket, hogy bosszút álljon jelenlegi állapotáért.

## Időpontok és helyszínek
- 2007 ősze (közel Halloweenhez) – Maple Springs, New York